# J-オイルミルズ
株式会社J-オイルミルズ（ジェイオイルミルズ、英語: J-OIL MILLS, Inc.）は、東京都中央区に本社を置く、食用油脂の製造・販売を主たる業務とする味の素グループの食品メーカーである。2003年4月に味の素製油、ホーネンコーポレーション、吉原製油の3社が統合して設立された 。

## 概説
ホーネンコーポレーションと味の素製油が2002年4月に統合して持株会社である豊年味の素製油が発足。2003年4月に吉原製油が参加し、同持株会社が現社名に変更された。2004年7月、ホーネン、味の素製油、吉原製油の3事業会社と日本大豆製油（ホーネンと吉原製油による合弁会社）の4社が吸収合併により統合された。吸収合併後も統合前のブランドが継続されたが、その後、家庭用油脂ではオリーブオイルの「FILIPPO BERIO」やマーガリンの「ラーマ」を除く製品が旧味の素製油を引き継いだ「AJINOMOTO」ブランドに、業務用製品では「J-OIL MILLS」ブランド（一部製品は「AJINOMOTO」とのダブルブランド）へそれぞれ集約された。なお、同業界では、2002年に日清製油、リノール油脂、ニッコー製油の3社が統合して日清オイリオグループが発足しており、同社とともに「業界内の2強」である。
2021年4月にコミュニケーションブランドとして「JOYL（ジェイオイル）」を制定。第1号として通信販売限定となる「JOYL ひとさじの旬CREA FARM」から使用開始。翌5月には、既存商品の「AJINOMOTOオリーブオイル」と「AJINOMOTOオリーブオイル エキストラバージン」のパッケージが変更され、正面上部に「JOYL」ロゴが配されると同時に、「AJINOMOTO」ロゴも味の素グループ（味の素・味の素AGF・味の素冷凍食品）共通の社標（グローバルブランドロゴ）付へ切替られた。業務用製品も同年7月発売予定の新製品から「JOYL」ブランドに変更される。
2011年6月に設立以来初めてコーポレートステートメントを制定し、コーポレートメッセージを「おいしい♪は幸せのエネルギー。」とした。2019年2月よりコーポレートビジョンである「Joy for Life」へ変更され、サウンドロゴはCM出演者が歌っていた。この「Joy for Life」は同年9月20日付で商標登録され、2021年4月の「JOYL」ブランド制定後も継続されている。

## 沿革

### 持株会社設立前

#### 味の素製油
- 1826年 - 熊沢家、尾張一宮（現在の愛知県一宮市）で水車式搾油場をつくる。
- 1935年 - 宝製油株式会社を設立。
- 1966年 - 味の素の資本に入る。
- 1968年2月 - 東洋製油株式会社を設立。
- 1995年 - 「オリーブオイル・ピュアエキストラバージン」発売。
- 1999年4月 - 味の素横浜工場を統合し、社名を味の素製油株式会社に変更する。
- 2001年4月 - 味の素の油脂事業を統合する。
- 2002年4月 - 株式会社ホーネンコーポレーションと共同で株式を移転し、株式会社豊年味の素製油を設立して完全子会社となる。
- 2004年7月 - 株式会社J-オイルミルズと合併して解散。

#### ホーネンコーポレーション
- 1922年4月20日 - 豊年製油株式会社を設立。
- 1923年 - 「大豆白絞油」発売。
- 1964年3月 - ユニリーバと合弁で 豊年リーバ（初代）[注 1]を設立する。
- 1989年4月 - 株式会社ホーネンコーポレーションに社名変更。
- 2000年 - ニチメンから日華油脂の資本を譲受して子会社とする。
- 2000年7月 - 日本リーバと合弁で豊年リーバ（2代目）を設立し、製菓製パン材料など業務用加工油脂と家庭用マーガリンのラーマなど家庭用油脂事業を行う。
- 2002年4月 - 味の素製油株式会社と共同で株式を移転し、株式会社豊年味の素製油を設立して完全子会社となる。
- 2004年7月 - 株式会社J-オイルミルズと合併して解散。その際、化成品事業は株式会社J-ケミカルとして分社化し、株式会社J-オイルミルズの子会社となる。

#### 吉原製油
- 1885年 - 吉原商店として創業。
- 1934年12月 - 株式会社吉原定次郎商店を設立。
- 1935年7月 - 株式会社吉原定次郎商店が吉原製油株式会社を吸収合併し、社名を吉原製油株式会社に変更。
- 1937年 - 「ゴールデンサラダ油」発売。
- 1950年1月9日 - 東京証券取引所に上場。
- 2003年4月 - 株式会社J-オイルミルズと株式を交換して完全子会社となる。
- 2004年7月 - 株式会社J-オイルミルズと合併して解散。

#### 日本大豆製油
- 1966年8月 - 会社設立。
- 2004年7月 - 株式会社J-オイルミルズと合併して解散。

### 持株会社設立後
- 2002年4月1日 - ホーネンコーポレーションと味の素製油が共同で株式を移転し、持株会社として株式会社豊年味の素製油を設立。
- 2003年4月1日 - 株式を交換して吉原製油を完全子会社化すると共に、社名を株式会社J-オイルミルズに変更。
- 2004年7月 - ホーネンコーポレーション、味の素製油、吉原製油及び日本大豆製油を吸収合併。
- 2018年6月 - 豊年ブランドで行っていた栄養補助食品の製造販売を終了、撤退。
- 2021年5月 - 子会社の株式会社J-ケミカルの全株式を三菱ガス化学株式会社へ譲渡。併せて、株式会社ユタカケミカル（J-ケミカルと三菱ガス化学による合弁会社）が当社の持分法適用関連会社から除外される[6]。
- 2024年3月 - 家庭用マーガリン[注 2]の製造販売を終了、撤退[7][注 3]。

## 取扱ブランド
2009年以降、家庭用油脂は味の素、業務用はJ-オイルミルズ（旧ホーネンブランドの「豊年油」や旧吉原ブランドの「ゴールデン」を含む）と味の素の2種類を扱い、豊年は栄養補助食品（上記の通り2018年6月で販売終了）、日華は業務用油脂および大豆粉へそれぞれ移行（油脂類の販売は引き続き日華油脂が行う）し、吉原は扱わない。
2021年4月に制定された「JOYL」ブランドはオリーブオイルを皮切りに、一部を除く味の素ブランド製品にも順次パッケージに表記されている。

### 現行
- 味の素（主に家庭用）
  - AJINOMOTOさらさらキャノーラ油
  - AJINOMOTOサラダ油TUP
  - AJINOMOTOさらさらキャノーラ油 軽やか仕立て
  - AJINOMOTO大豆のサラダオイル
  - AJINOMOTOさらさらキャノーラ油 健康プラス
  - AJINOMOTO一番しぼりキャノーラ油
  - AJINOMOTOヘルシーオメガバランス
  - AJINOMOTOヘルシーグレープシードオイル
  - AJINOMOTOべに花油
  - AJINOMOTO健康サララ【特定保健用食品】
  - AJINOMOTOこめ油
  - AJINOMOTO健康こめ油
  - AJINOMOTOえごま油
  - AJINOMOTOアマニ油
  - AJINOMOTOえごまブレンド油
  - AJINOMOTOアマニブレンド油
  - AJINOMOTOオリーブオイル
  - AJINOMOTOオリーブオイル エクストラバージン
  - AJINOMOTOオリーブオイル エクストラバージン FRUTIA PREMIUM（フルーティアプレミアム）
  - AJINOMOTO軽くてあっさりしたオリーブオイル
  - AJINOMOTO Eurolive（ユーロリーブ）
  - AJINOMOTO Eurolive Light（ユーロリーブ ライト）
  - AJINOMOTOオリーブ&レモン フレーバーオイル
  - AJINOMOTOオリーブ&ガーリック フレーバーオイル
  - AJINOMOTO濃口ごま油
  - AJINOMOTO焙煎ごま香味油
  - AJINOMOTOアマニ油入りごま油
  - AJINOMOTO純正ごま油
  - AJINOMOTOから揚げの日の油
  - AJINOMOTO花椒油（ホアジャオユ）
  - AJINOMOTO香辣油（シャンラーユ）
- FILIPPO BERIO
  - FILIPPO BERIOオリーブオイル
  - FILIPPO BERIOエクストラバージンオリーブオイル
  - FILIPPO BERIOエクストラバージンオリーブオイル グストフルッタート
- JOYL - 主に業務用（2021年7月より業務用の「J-オイルミルズ」ブランドから順次切り替え）
  - JOYL ひとさじの旬 CREA FARM - 通信販売限定品
  - 長徳 - 従来の「長調特徳」から改名
  - JOYL PRO - 従来の「J-OILPRO」から改名、単独製品も順次「JOYL PRO」へ組み込み。
- J-オイルミルズ - 業務用のみ
  - 美味得徳
  - 豊年油 - 大豆白絞油
  - 大豆白絞油ゴールデン
  - 菜種白絞油ゴールデン
  - 白絞油ゴールデン
  - FryUp（フライアップ）
- ニッカ - 大豆粉製品は当社が扱い、サラダ油など油脂製品を日華油脂が扱う。

### 旧ブランド
- 豊年サラダ油 - 豊年製油
- ゴールデンサラダ油 - 吉原製油
- 豊年 - 栄養補助食品、カフェインボトル[注 4]
- ラーマ（マーガリン）[注 5]

## 広告宣伝
現在、テレビコマーシャルは味の素ブランドのみを放送する。
主なTVCM出演者
- パフィー（AJINOMOTO さらさらキャノーラ油）
- 香取慎吾（AJINOMOTO 健康サララ）
- 杉浦太陽（AJINOMOTO 軽～いおいしさ長持ち油）
- 西原理恵子（AJINOMOTO サラダ油）
- 大野智（AJINOMOTO オリーブオイル）
- 中条あやみ（同上）
- 賀来賢人（「スマートグリーンパック」シリーズ、JOYL企業広告[9]）

## スポンサード

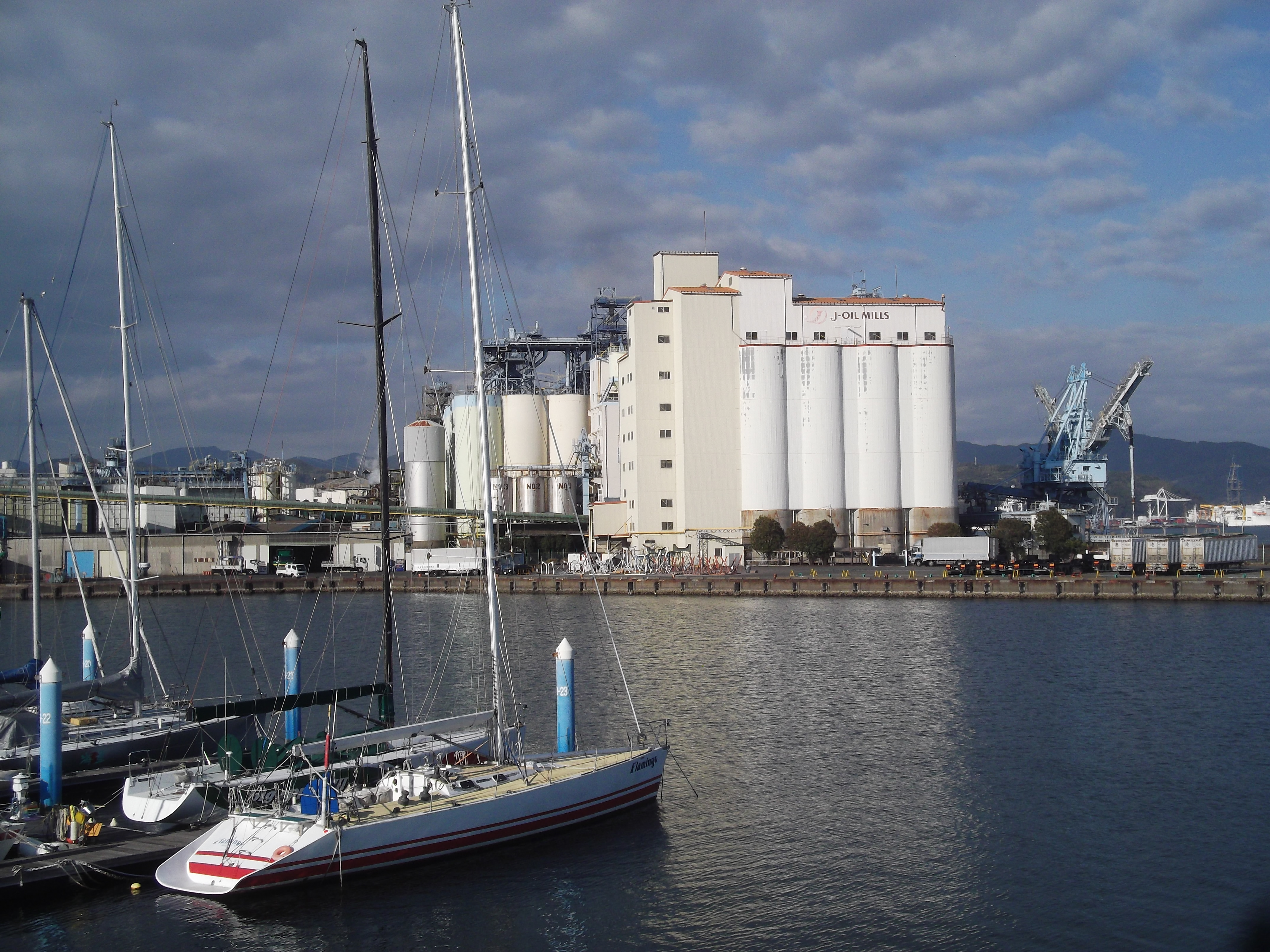
J-オイルミルズ静岡工場。2017年1月撮影。

ホーネンコーポレーションは主力工場が静岡市清水区に位置する関係から、清水エスパルスのユニフォームスポンサーを袖部分で1992年から2002年まで担当した。現在も、J-オイルミルズは清水エスパルスの運営会社である株式会社エスパルスの株主である。